# Chiritopsis jingxiensis
Chiritopsis jingxiensis är en tvåhjärtbladig växtart som beskrevs av Yan Liu, W.B. Xu och H.S. Gao. Chiritopsis jingxiensis ingår i släktet Chiritopsis och familjen Gesneriaceae. Inga underarter finns listade i Catalogue of Life.